# Trong sương mù
Trong sương mù (tiếng Nga: Туман) là một bộ phim truyền hình thuộc thể loại tâm lý - chiến tranh, có yếu tố giả tưởng của hãng truyền thông STS. Bộ phim được trình chiếu trong dịp kỷ niệm 65 năm ngày Chiến thắng phát xít Đức (9/5/1945 - 9/5/2010).

## Nội dung
Chuyện phim kể về một tiểu đội lính trẻ Nga bị lạc vào một khu rừng dày đặc sương mù rồi vô tình bị đưa trở về quá khứ. Họ thấy mình lạc vào những năm xảy ra Chiến tranh Vệ quốc, tuy vậy những khẩu súng tân binh thì chẳng có đạn, quân Đức phát hiện ra và truy đuổi gắt gao.
Một vài người bị bắt, nhiệm vụ của các binh sĩ còn lại là phải giải cứu đồng đội và đoạt lại những khẩu AK-74 bị bọn Đức tịch thu - nguy hiểm nhất là chúng đang đưa vào quá trình nghiên cứu để sản xuất.
Con đường trở về khó khăn hơn bao giờ hết !

## Diễn viên
- Igor Shmakov... Patron/Trung sĩ Pyotr Silantyev
- Vasily Raksha... Pavel Ryumin
- Artyom Krestnikov... Fanat/Binh nhì Valeyev
- Grigory Kalinin... Ferstein/Binh nhì Zavadsky
- Ilya Glinnikov... Babnik/Anton Chirko
- Aleksey Markov... Yandeks/Binh nhì Borshchov
- Svetlana Ustinova... Nastya
- Aleksey Ilyin... Trung úy Korzun
- Ivan Lapin... Mikhnovets
- Dmitry Sergin... Artist/Binh nhì Mironov
- Rodion Galyuchenko... Mukha/Binh nhì Mukhin